# Varberg
Varberg este un oraș în Suedia, atestat la 1411 ca cetate-port. 
Oraș in mare parte turistic sezonier de vară, cu peisaje pitorești. Clădiri vechi, alternând cu arhitectură modernă, inșirate de-a lungul ingustelor străzi suedeze. În centrul civic veghează majestuos catedrala protestantă (kirke), înconjurată de mici magazine și bănci.

## Patrimoniu mondial UNESCO
Postul de radio din Varberg a fost înscris în anul 2004 pe lista patrimoniului mondial UNESCO.

## Demografie
| \| Evoluția demografică a zonei urbane Varberg, 1970–2015 \| Evoluția demografică a zonei urbane Varberg, 1970–2015 \| Evoluția demografică a zonei urbane Varberg, 1970–2015 \| Evoluția demografică a zonei urbane Varberg, 1970–2015 \| Evoluția demografică a zonei urbane Varberg, 1970–2015 \| \| --------------------------------------------------------------------------------------- \| ------------------------------------------------------ \| ------------------------------------------------------ \| ------------------------------------------------------ \| ------------------------------------------------------ \| \| An \| \| \| Locuitori \| \| \| 1970 \| 1970 \| \| 17.768 \| 17.768 \| \| 1975 \| 1975 \| \| 19.467 \| 19.467 \| \| 1980 \| 1980 \| \| 19.668 \| 19.668 \| \| 1990 \| 1990 \| \| 22.728 \| 22.728 \| \| 1995 \| 1995 \| \| 24.491 \| 24.491 \| \| 2000 \| 2000 \| \| 25.067 \| 25.067 \| \| 2005 \| 2005 \| \| 26.041 \| 26.041 \| \| 2010 \| 2010 \| \| 27.602 \| 27.602 \| \| 2015 \| 2015 \| \| 34.248 \| 34.248 \| \| Sursa: SCB - Statistika Centralbyrån, Folkmängden per tätort. Vart femte år 1960 - 2016 \| \| \| \| \| |      |  |           |        |
| Evoluția demografică a zonei urbane Varberg, 1970–2015 |      |  |           |        |
| An |      |  | Locuitori |        |
| 1970 | 1970 |  | 17.768    | 17.768 |
| 1975 | 1975 |  | 19.467    | 19.467 |
| 1980 | 1980 |  | 19.668    | 19.668 |
| 1990 | 1990 |  | 22.728    | 22.728 |
| 1995 | 1995 |  | 24.491    | 24.491 |
| 2000 | 2000 |  | 25.067    | 25.067 |
| 2005 | 2005 |  | 26.041    | 26.041 |
| 2010 | 2010 |  | 27.602    | 27.602 |
| 2015 | 2015 |  | 34.248    | 34.248 |
| Sursa: SCB - Statistika Centralbyrån, Folkmängden per tätort. Vart femte år 1960 - 2016 |      |  |           |        |